# Токов кръг
Токовият кръг е индивидуална електрическа линия в мрежи 220/380 V, най-често разклонение от апартаментно електрическо табло (ТАП) в жилищните сгради или етажно разпределително табло в обществените и бизнес сгради. Той в най-общия случай се изгражда от проводник с еднакво сечение в зависимост от броя и мощността на консуматорите. Всеки токов кръг е защитен с различни електрически апарати (предпазител, прекъсвач, диференциална защита, отводител и др.). Съвкупността от няколко токови кръга представлява електрическата силова инсталация на един апартамент или етаж в различните сгради. След това тези инсталации и техните електрически разпределителни табла се свързват чрез главна линия към главно разпределително табло (ГРТ), което обикновено е входящата точка за захранването в сградата. 
 Недопустимо е захранването на един токов кръг от друг. Това би довело до претоварване на кабелната линия или до тежък инцидент по време на профилактика.

## Изчисляване
Мощността на токовия кръг се определя като сума от активните мощности на отделните консуматори. За избора на сечението на проводниците и вида на кабела се взима предвид падът на напрежение и допустимото прегряване.
Изграждането на токовия кръг за осветление в едно жилище е подобно на това на контактните излази. Нужните за осветление мощности най-често са по-малки в сравнение мощностите на електроуредите, които може да се включат в контактите в дома. Захранващият проводник от апартаментното табло може да бъде 2,5 mm² или 1,5 mm². Отклоненията от разпределителната кутия към лампените излази, както и към ключовете на осветлението може да са с по-голямо сечение от 1,5 mm² в някои случаи. Най-често в един апартамент осветлението е на един токов кръг.